# 中平康
中平 康（なかひら こう、1926年1月3日 - 1978年9月11日）は、日本の映画監督。香港名は楊樹希（ヤン・スーシー）。父は洋画家の高橋虎之助。娘は作家の中平まみ。
増村保造、岡本喜八、市川崑、鈴木清順らと共にモダン派と称された。代表作に『変奏曲』『混血児リカ』『月曜日のユカ』『狂った果実』などがある。

## 来歴・人物

### 出生〜助監督時代
1926年（大正15年）1月3日、東京府滝野川町に生まれる。父は洋画家の高橋虎之助。一人娘だった母・俊バイオリニストの中平姓を継ぐ。音楽学校を出た祖母もヴァイオリンを教えていたなどして芸術家になることを奨励されるような家庭で育つ。中学時代より映画に熱中し、好きだったルネ・クレール監督作品など同じ作品を10回くらいずつ繰り返し観るなどして研究を重ねる。旧制高知高等学校の理科甲類を出て浪人中に、雑誌「人間喜劇」の諷刺シナリオの公募に出品して佳作5本の中に入選、題名は「ミスター・ゴエモン」。1948年（昭和23年）、東京大学文学部美術科入学。所属した映画研究会には荻昌弘、渡辺祐介、若林栄二郎がいた。
1948年（昭和23年）、東京大学を中退し、川島雄三に憧れ松竹大船撮影所の戦後第1回助監督募集に応募、1,500人中8人（鈴木清順、松山善三、斉藤武市、井上和男、生駒千里、今井雄五郎、有本正）の内に撰ばれ、松竹入社。川島をはじめ、佐々木康、木下惠介、大庭秀雄、原研吉、渋谷実、黒澤明などの助監督を務める。ベレー帽は彼の生涯のトレードマークとなった。
助監督時代は、自ら志願して就いた黒澤明と川島雄三に可愛がられた。多くの助監督が後輩を指導する際、脚本を勉強することを第一とするのが通常であったのに対し、中平は編集の技術も身に付けることを強く主張するなど、助監督時代から既に後の映画テクニックへの執着を見せる。彼はチーフ助監督として川島雄三監督の『真実一路』の予告編を演出した。早く監督昇進を希望していた中平は、西河克己からの誘いもあり、1954年（昭和29年）、映画製作を再開した日活に移籍。日活では新藤兼人、田坂具隆、西河克己、滝沢英輔、山村聡らの助監督を務めた。

### 日活前期〜娯楽映画、商業主義映画
1956年（昭和31年）、プロデューサーの水の江滝子に才能を見出され、助監督身分のまま、殺人事件の舞台となる銀座裏通りを丸ごとオープンセットで作り、随所にパンフォーカスを駆使した『狙われた男』を監督（公開は『狂った果実』の後）、新人監督らしからぬ中編スリラーとなる。「うるさ型」の監督として知られ、同年の『太陽の季節』（古川卓己監督）のヒットを受け、わずか17日間で撮影された2作目『狂った果実』がヒット作となった。これにより、新人だった石原裕次郎がスターになっていった。
ルネ・クレール、ビリー・ワイルダーに心酔。才能のポテンシャルとしては同世代のモダン派として並び称された岡本喜八、増村保造らと同レベルと見られた。『牛乳屋フランキー』、『街燈』、『誘惑』、『才女気質』等のスピーディーで軽妙洒脱な作品に力量を発揮した他、『殺したのは誰だ』、『紅の翼』、『その壁を砕け』、『密会』等のサスペンスやミステリーと、あらゆるジャンルを描いた。1959年（昭和34年）にはエジプトとの合作『アラブの嵐』を監督。当初は通訳をつけていたが、中平の意向で途中から通訳なしで撮影をしていた。中平曰く「喜怒哀楽が同じだから、言葉は通じなくても意が通じた」とのこと。1960年（昭和35年）の『学生野郎と娘たち』では、主人公を一人に限定せず多くの登場人物を等価に描くという中平流群像劇の方法論を映像化した。しかし「反・荘重深刻派」、「日本軽佻浮薄派」を自任し、テーマ性や社会性がある題材よりも娯楽映画を好み、映像テクニックを重視する彼の作風は、映画評論家には理解されなかった。
エッセイや映画評論もおこなった。娯楽映画やスター・システムに乗っかった中平は、映画賞で「テーマ性や社会性のある作品ばかりがベストテン入り」する状況を厳しく批判した。映画を原作や素材によって評価するのではなく、その素材をどのように映像化したかをこそ評価すべきだと繰り返し訴えたが、聞く耳を持つ者はあまりいなかった。その結果、映画評論家を敵に廻すことも多かった。この時期に日活のスター・システムが確立されたのに伴い、プログラムピクチャーを量産。スター中心の映画製作であっても、あくまでも「まず映画ありき」の姿勢で臨み、吉永小百合は後に「一番恐い監督でした」と語るなど、その演出姿勢は変わらず厳しいものであったとされる。
『学生野郎と娘たち』の次に撮った『地図のない町』は橋本忍に納得の行くまで脚本の書き直しを依頼し石原裕次郎主演作として自ら企画したが、裕次郎のスターイメージを損なうとして会社側に却下されて、結局、葉山良二主演で映画化された。同年、石原の『あした晴れるか』から1961年（昭和36年）には中平最大のヒット作となった石原の『あいつと私』をはさんで1963年（昭和38年）、吉永小百合の純愛路線の『現代っ子』まで、娯楽映画、商業主義映画が続いた。

### 日活後期：『月曜日のユカ』で新境地
1964年（昭和39年）には『月曜日のユカ』、『猟人日記』、『砂の上の植物群』、『おんなの渦と渕と流れ』と立て続けに撮った映画は、テクニック面に才気を見せるが、彼の作品は映画賞には縁がなかった。「ヒッチコックだって賞なんかもらってやしない」と周囲に洩らすこともあったという。岡本・増村、同じ日活の今村昌平や浦山桐郎が名声を高めていく中で取り残された焦りからか生活を荒れさせ、撮影現場で飲酒することすらあったと伝えられる。加賀まり子によると『月曜日のユカ』の撮影時の現場では既に中平は泥酔状態で実質監督したのは斎藤耕一（脚本・スチルカメラ）であったという。
1965年（昭和40年）、小林旭の黒い賭博師シリーズでは中平が初登板した第6作『黒い賭博師』で、従来の哀愁や情念の要素を抜き去った、モダンなタッチに路線変更。翌1966年（昭和41年）、シリーズ最終作となる『黒い賭博師 悪魔の左手』でも、度が過ぎるほどの荒唐無稽さと映像テクニックを見せつけた。この時期、日活のヒットメーカーとして、「森永キャラメル（健次郎）」「江崎グリコ（実生）」「中平おこし」と、菓子の名前で並び称されていた。
1967年（昭和42年）以降、香港のショウ・ブラザーズに招かれ、自身の『野郎に国境はない』、『狂った果実』、『猟人日記』をそれぞれリメイクした他、渡辺祐介脚本（ノンクレジット）の『飛天女郎』を監督。日本と香港を往来しつつ、日本でも映画を撮るが、日活が勢いを失っていく中、撮影時の飲酒を咎められるなどもあり、1968年（昭和43年）『ザ・スパイダースの大進撃』を最後に日活を解雇される。解雇及び香港での映画製作のきっかけは1963年（昭和38年）頃に当時の日活堀社長と映画を巡って喧嘩を起こしたことだった。東宝の藤本真澄、東映の岡田茂に掛け合って映画を撮らせて欲しいと頼んだが、五社協定を理由に断られ、日本では映画が撮らせてもらえないと判断したからであるという。堀社長からは「他の奴と違うことをするな」と戒められたが、それは自分の性分に合わないと中平は聞き入れなかった。

### 独立プロ時代：『混血児リカ』『変奏曲』
1971年（昭和46年）には、中平プロダクションを設立。中平作品の脚本を度々担当し、助監督時代から信頼していた新藤兼人に脚本を依頼して製作した『闇の中の魑魅魍魎』が第24回カンヌ国際映画祭コンペティション部門に選ばれたが、これに洩れた大島渚監督が選考経緯不明瞭としてカンヌ国際映画祭事務当局に強く抗議、騒動となった（日本映画製作者連盟が正式出品作は1国につき1作品の規定にも関わらず、中平・大島両監督の作品を送り、カンヌ国際映画祭事務当局によって『闇の中の魑魅魍魎』が正式出品作として選ばれたという経緯があった）。これに対して後に中平も「フランスの主催する映画祭なのですから文句をつけるものでもなく、抗議は筋違い」と大島監督を批判しているが、結果的に『闇の中の魑魅魍魎』は受賞を逃す。
翌1972年（昭和48年）には新藤兼人の率いる近代映画協会に招かれ『混血児リカ』、さらに翌年にも『混血児リカ ひとりゆくさすらい旅』という2本のスケバンアクションを撮り上げた。1974年（昭和49年）、韓国の申フィルムに招かれ、『青春不時着』にて自身の『紅の翼』をリメイク（脚本・共同監督）。1976年（昭和51年）にATGで撮ったオールフランスロケの意欲作『変奏曲』は佳作となった。この時のクランクイン後まで続いた金銭トラブルや諸々の問題は中平をかなり疲弊させた。
その後、酒と睡眠薬の乱用も災いしてか身体が衰弱。以後、映画界からは遠ざかり数本のテレビ用2時間サスペンスドラマを演出する。その中には彼が好んだウィリアム・アイリッシュ原作の作品もあった。
やがて末期の胃癌であることが分かり、胃癌であることは本人には直接には伝えられていなかったともいわれるが、末期状態でありながらも、点滴を射ち、担架に寝ながら演出したオードリー・ヘプバーン主演のサスペンス『暗くなるまで待って』をリメイクしたテレビ用2時間ドラマ『土曜ワイド劇場 涙・暗くなるまで待って』が遺作となる。これら晩年のテレビの仕事は、彼を助監督から監督に昇進させ、最後まで彼の才能を買っていた水の江滝子によって与えられた仕事であった。
1978年（昭和53年）9月11日、胃癌のため52歳で死去。葬儀には黒澤明、渋谷実らの姿も見られ、「彼ほど映画が好きだったやつはいない」と語る映画関係者もいたと伝えられる。
晩年は、オードリー・ヘプバーン&ビリー・ワイルダーの『昼下りの情事』のような映画をジュディ・オング主演で映画にしたいと口にしたり、モームの『月と六ペンス』や、シュテファン・ツヴァイクによる伝記小説『バルザック』等の映画化を希望していたという。評論家の田山力哉、娘の中平まみによる評伝がある。中平映画のテンポは速いが、中平自身は「私は速すぎない。他の監督の映画が遅いのだ」と言い、しかし「速い」、「遅い」と言っても、それはカット割りの細かさや編集によるものだけでなく、もっと映画全体の性質のことであると語っている（「キネマ旬報」1959年3月上旬号）。

## 評価

### 映像テクニック

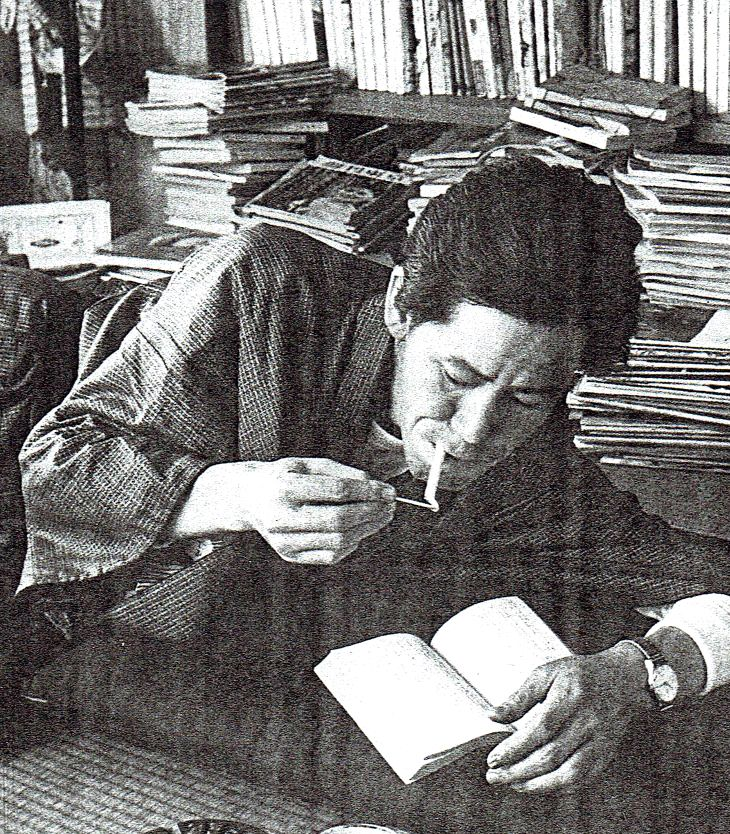
森脇文庫『週刊スリラー』5月1日創刊号(1959)より

中平は「テクニックの人」と呼ばれた。具体的には映像の早回しや、画面の縮小ほか多数のテクニックだが、『月曜日のユカ』ではテクニックが、映画の一部分を台無しにしている傾向もあった。映画評論家からは、彼のテクニックに偏重しすぎた面を、たびたび批判された。
没後20年近く経った1998年（平成10年）には、中平を再評価する動きが見え始め、1999年（平成11年）には中平まみ著『ブラックシープ 映画監督「中平康」伝』（ワイズ出版）刊行記念「中平康レトロスペクティヴ」と題して映画8作品が渋谷ユーロスペース他、全国で上映された。2003年（平成15年）には第16回・東京国際映画祭協賛企画「映画をデザインした先駆的監督・中平康レトロスペクティヴ」として『闇の中の魑魅魍魎』と『変奏曲』を除く国内の映画全作品に加えて、日本初公開となる『狂恋詩』、『猟人』の2本の「香港作品」まで上映させる大規模な回顧上映が渋谷ユーロスペース他、各地で開催された。ユーロスペースでは、『誘惑』が上映された。
この回顧上映時には『猟人日記』に準主演するなどして中平作品とも関わりのあった戸川昌子が主催する文化サロン「青い部屋」にてミルクマン斉藤と戸川昌子による中平康トークイベントも開催された。またユーロスペースでは『月曜日のユカ』上映に併せて加賀まりこがトークショーのゲストとして来館した『月曜日のユカ』もまた代表作となっている。
中平の自伝のようにも見える（ミルクマン斉藤による）といわれる後期作品『闇の中の魑魅魍魎』と、日本映画の枠からの脱却を計った『変奏曲』は過去にビデオ化されたことがある（荻昌弘は『変奏曲』をその年のキネマ旬報ベストテンのベスト3にあげている）。
思想よりも洗練とテクニックを重んじる中平の作品は、21世紀の「保守化、商業主義した観客」にこそ受け入れられるのではないかという見方もある。その一方で、日活時代の後期は急速な衰えを見せて企画も会社お仕着せばかりになり、飛躍の機会を失ったと言われる。後年、日活時代の陳腐な作品も多く再上映され、映画ファンには不評だった。モダン派と並び称された増村、鈴木清順らが鬼才として評価される中、取り残されたような形で世を去った。田山力也の評伝ではこの時期「泥酔しながら仕事に臨むことが多く」スタッフや俳優の信頼を失墜したと書かれている。再起を賭けた『闇の中の魑魅魍魎』でも、肉体的衰えから演出を流すようになってしまっていることが後見役の新藤兼人を苛立たせたと同書にあり、主演・麿赤児の自伝でも現場に顔を出した新藤が何度も取り直しを命じる場面が書かれている。
2005年（平成17年）には韓国の釜山国際映画祭にて成瀬巳喜男監督『浮雲』、今村昌平監督『神々の深き欲望』、鈴木清順監督『ツィゴイネルワイゼン』等と共に『狂った果実』も紹介、上映された。また韓国でも「中平康レトロスペクティヴ」が開催され、芦川いづみの可憐さが印象的な『あいつと私』等が上映された。2009年4月から5月、東京・ラピュタ阿佐ヶ谷にて、「孤高のニッポン・モダニスト 映画監督・中平康」と題して日活時代の作品から選ばれた34作品が上映された。

### キャスティング
中平は「脇の味」を出すことを得意とし、その独特なキャスティングのセンスで「意外なところに意外な人物を出す」といわれた。『誘惑』には岡本太郎と東郷青児が本人役で特別出演。『紅の翼』では原作者の菊村到が新聞社の編集長役で出演。『泥だらけの純情』では実際に中平が通っていた銀座のバーで馴染みだったホステスを、浜田光夫に脇毛を抜かせようとするホステス役として起用した。『光る海』では山本嘉次郎が大学の卒業式で卒業証書を渡す校長としてカメオ出演。『黒い賭博師』では漫画家の加藤芳郎が汽車の中のギャンブラー役で出演。

## 交友関係者
- 川島雄三
  - 中平は映画界に入る前から川島作品には注目しており、その後も親交が続いた。中平はマジメなことが嫌いで「日本軽佻浮薄派」と自任していたが、これは川島の影響も少なからずともあるようである。
- 黒澤明
  - 中平は黒澤明にも心酔していた。黒澤が松竹で撮った『醜聞』、『白痴』の時には、自ら志願して助監督に就き、その縦横無尽な働きぶりに黒澤に気に入られ、その後も親交が続いた。その親交については後に中平がエッセイに書き残している。黒澤からは、中平が監督に昇進したら脚本を一本書いて提供するとまで言われていたという。黒澤は中平の葬儀にも出席した（中平まみ著『ブラックシープ 映画監督「中平康」伝』 ワイズ出版）。
- 和泉雅子
  - なぜか中平とは馬が合い、中平邸に遊びに行ったことのある数少ない女優。『KAWADE夢ムック　総特集　鈴木清順』（河出書房出版）のインタビューにおいて、鈴木清順の本であるにも関わらず中平の話で盛り上がってしまっている。
- その他の俳優、スタッフ
  - 中平は、思ったことをズバズバ言う辛辣さと演出時の厳しい要求とで周囲に毛嫌いされることが多く、俳優陣にもあまり人気がなかったようであるが、女優では、月丘夢路、北原三枝、冨士眞奈美、稲野和子、加賀まりこ、和泉雅子、峯品子などと馬が合ったようで作品にも数本出演している。中原早苗、渡辺美佐子の演技を賞賛し、その他にも細川ちか子、岸輝子なども好んで作品によく出演させていた。中でも早口でセリフを言える中原早苗の演技を特に気に入っていたようで、中平作品に11本も出演して最多出演俳優となった。男優では二谷英明が中平に理解を示していたようで、多数の作品に出演していた他、中平最後の映画となった『変奏曲』においてもスチル写真（止め画）とセリフのみの出演をしている。浦山桐郎とは犬猿の仲だったことも有名。
- その他の人物
  - 石坂洋次郎、柴田錬三郎など各界の芸術家、小説家などに交友関係があり、『砂の上の植物群』の原作者でもある吉行淳之介とは呑み友達であったと伝えられる。

## 中平康を演じた俳優
- 石黒賢

2004年『弟』（テレビ朝日系）。石原裕次郎の生涯を豪華キャスト競演でドラマ化。

## フィルモグラフィ

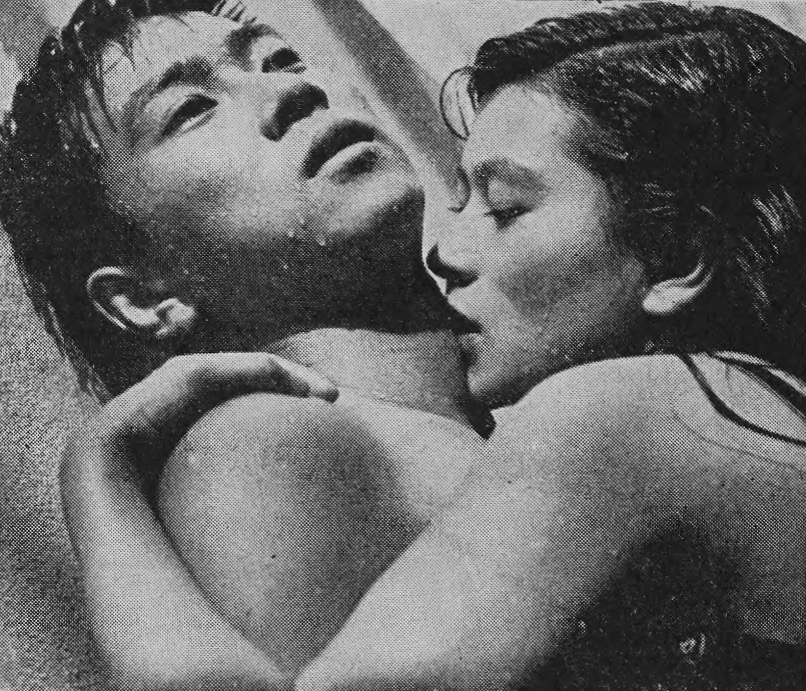
『狂った果実』（1956年）

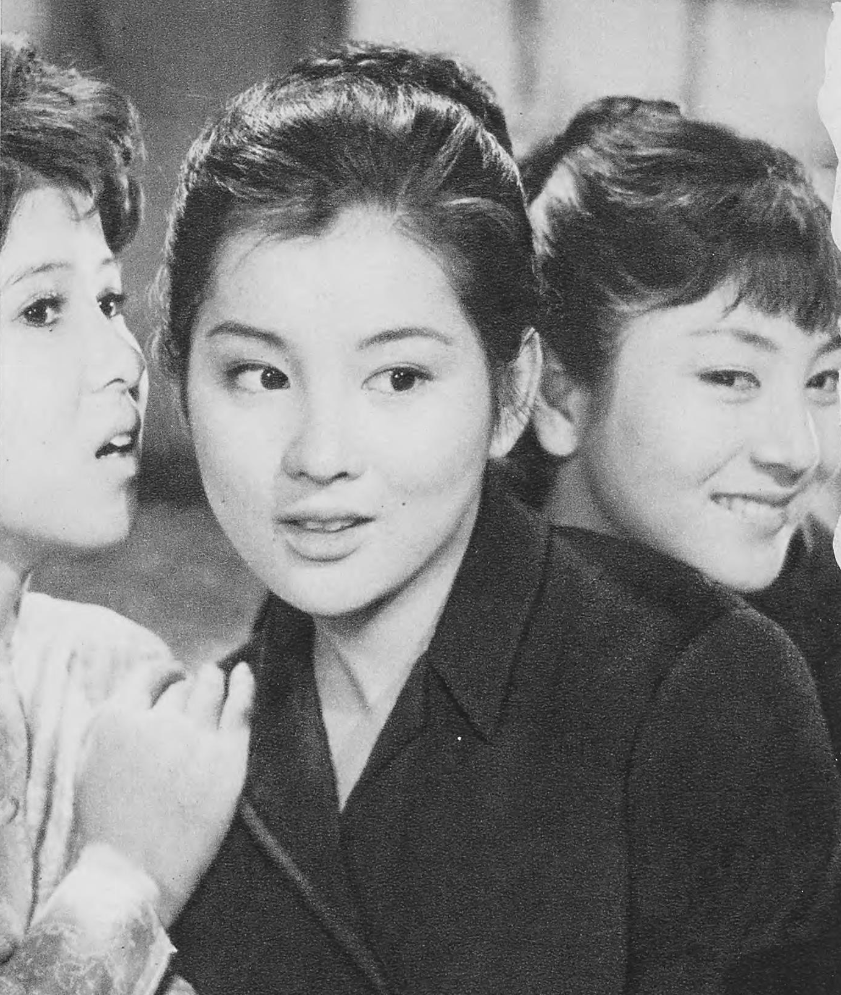
『光る海』（1963年）

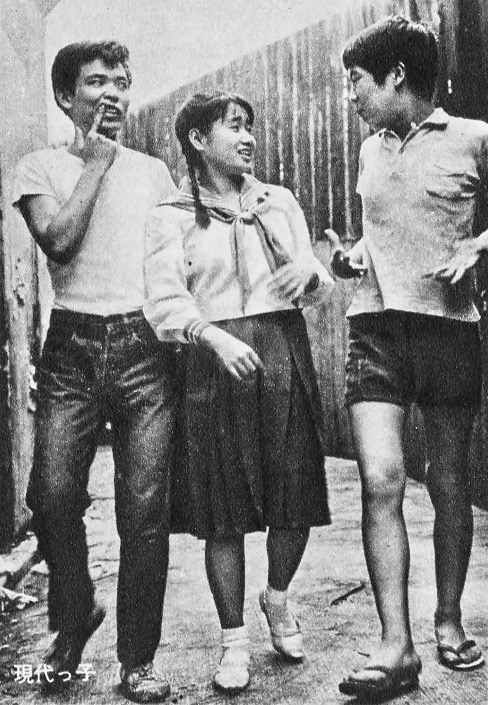
『現代っ子』（1963年）

『砂の上の植物群』（1964年）

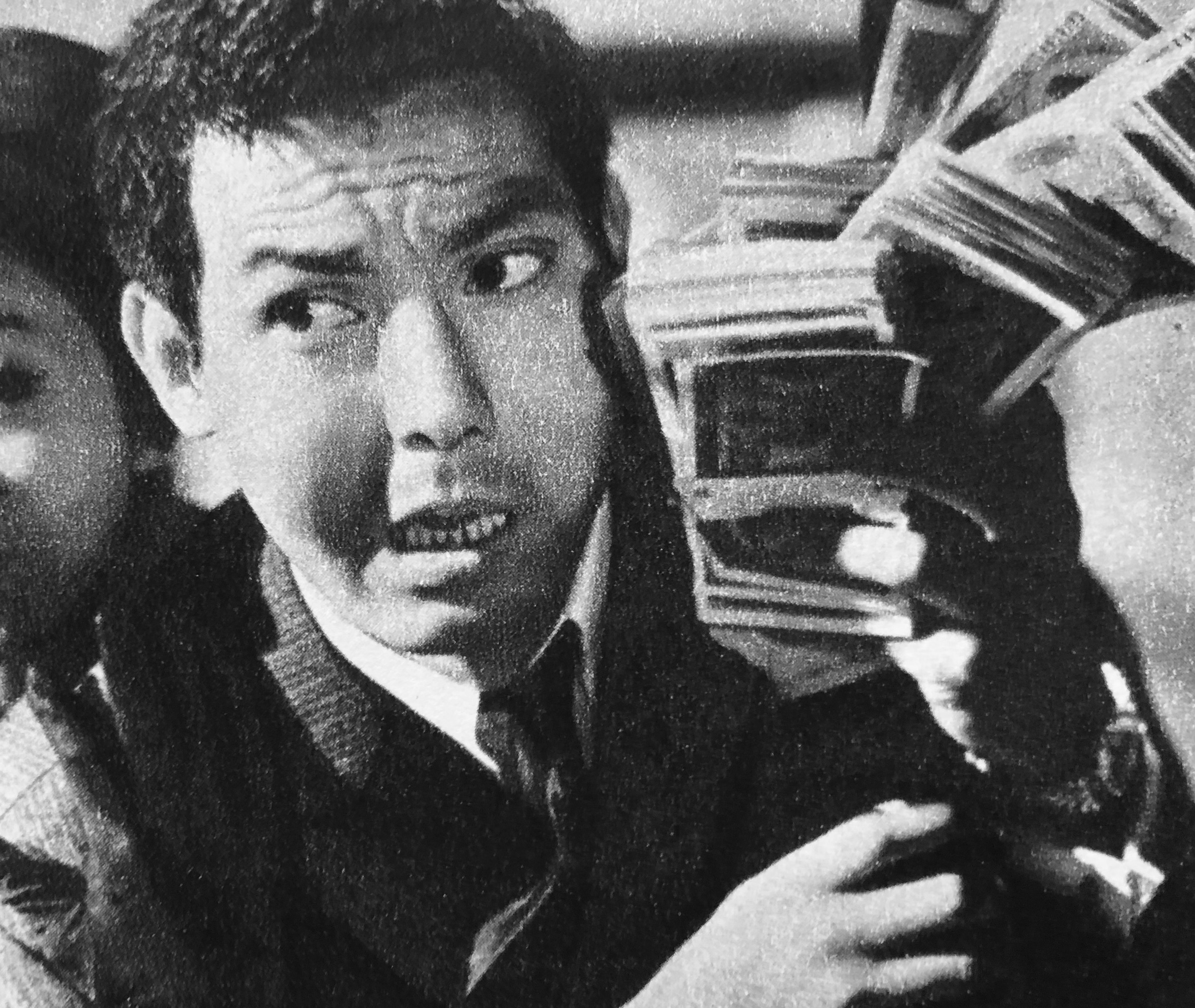
『現代悪党仁義』（1965年）

- 『狙われた男』 - 1956年…処女作だが公開は『狂った果実』の後。
- 『狂った果実』 - 1956年
- 『夏の嵐』 - 1956年
- 『牛乳屋フランキー』 - 1956年
- 『街燈』 - 1957年
- 『殺したのは誰だ』 - 1957年
- 『誘惑』 - 1957年
- 『美徳のよろめき』 - 1957年
- 『四季の愛欲』 - 1958年
- 『紅の翼』 - 1958年
- 『才女気質』 - 1959年
- 『その壁を砕け』 - 1959年
- 『密会』 - 1959年
- 『学生野郎と娘たち』 - 1960年
- 『地図のない町』 - 1960年
- 『あした晴れるか』 - 1960年
- 『あいつと私』 - 1961年
- 『アラブの嵐 』 - 1961年
- 『当りや大将』 - 1962年
- 『若くて悪くて凄いこいつら』 - 1962年
- 『危いことなら銭になる』 - 1962年
- 『泥だらけの純情』 - 1963年
- 『俺の背中に陽が当る』 - 1963年
- 『現代っ子』 - 1963年
- 『光る海』 - 1963年
- 『月曜日のユカ』 - 1964年
- 『猟人日記』 - 1964年
- 『砂の上の植物群』 - 1964年
- 『おんなの渦と渕と流れ』 - 1964年
- 『現代悪党仁義』 - 1965年
- 『黒い賭博師』 - 1965年
- 『野郎に国境はない』 - 1965年
- 『結婚相談』 - 1965年
- 『黒い賭博師 悪魔の左手』 - 1966年
- 『赤いグラス』 - 1966年
- 『特警009』 - 1967年…香港ショウ・ブラザーズ
- 『喜劇 大風呂敷』 - 1967年
- 『青春太郎』 - 1967年
- 『飛天女郎』 - 1967年…香港ショウ・ブラザーズ
- 『ザ・スパイダースの大進撃』 - 1968年
- 『狂恋詩』 - 1968年…香港ショウ・ブラザーズ
- 『猟人』 - 1968年…香港ショウ・ブラザーズ
- 『栄光への反逆』 - 1970年）
- 『闇の中の魑魅魍魎』 - 1971年
- 『混血児リカ』 - 1972年
- 『混血児リカ ひとりゆくさすらい旅』 - 1973年
- 『青春不時着』 - 1974年…韓国申フィルム
- 『変奏曲』 - 1976年